# XXXVI Premis Goya
La 36a edició dels Premis Goya, presentada per la Acadèmia de les Arts i les Ciències Cinematogràfiques d'Espanya, reconeix el millor del cinema espanyol de 2021 i va tenir lloc al Palau de les Arts Reina Sofia de València el 12 de febrer de 2022, sent la primera vegada que els premis es lliuren en aquesta ciutat.
Les candidatures per a cadascuna de les categories van ser revelades a principis de novembre, i un total de 160 pel·lícules van competir pels premis. Les nominacions foren anunciades el 29 de novembre de 2021 pels actors Nathalie Poza i José Coronado. La gala no va tenir presentadors en exclusiva, sinó que diversos actors i cineastes coneguts van entregar els premis.
En aquesta edició es va introduir per primera vegada un nou premi no competitiu que reconeixerà personalitats del cinema internacional. La primera premiada va ser l'actriu australiana Cate Blanchett; el premi li fou entregat per Penélope Cruz i Pedro Almodóvar.
La gran triomfadora fou El buen patrón, que de 20 nominacions va obtenir sis premis, entre ells el de millor director i millor pel·lícula. La sorpresa va ser Las leyes de la frontera, que en va obtenir quatre. Maixabel en va obtenir tres, entre ells el de millor actriu per Blanca Portillo. En canvi, Madres paralelas no va obtenir cap premi malgrat les vuit nominacions.

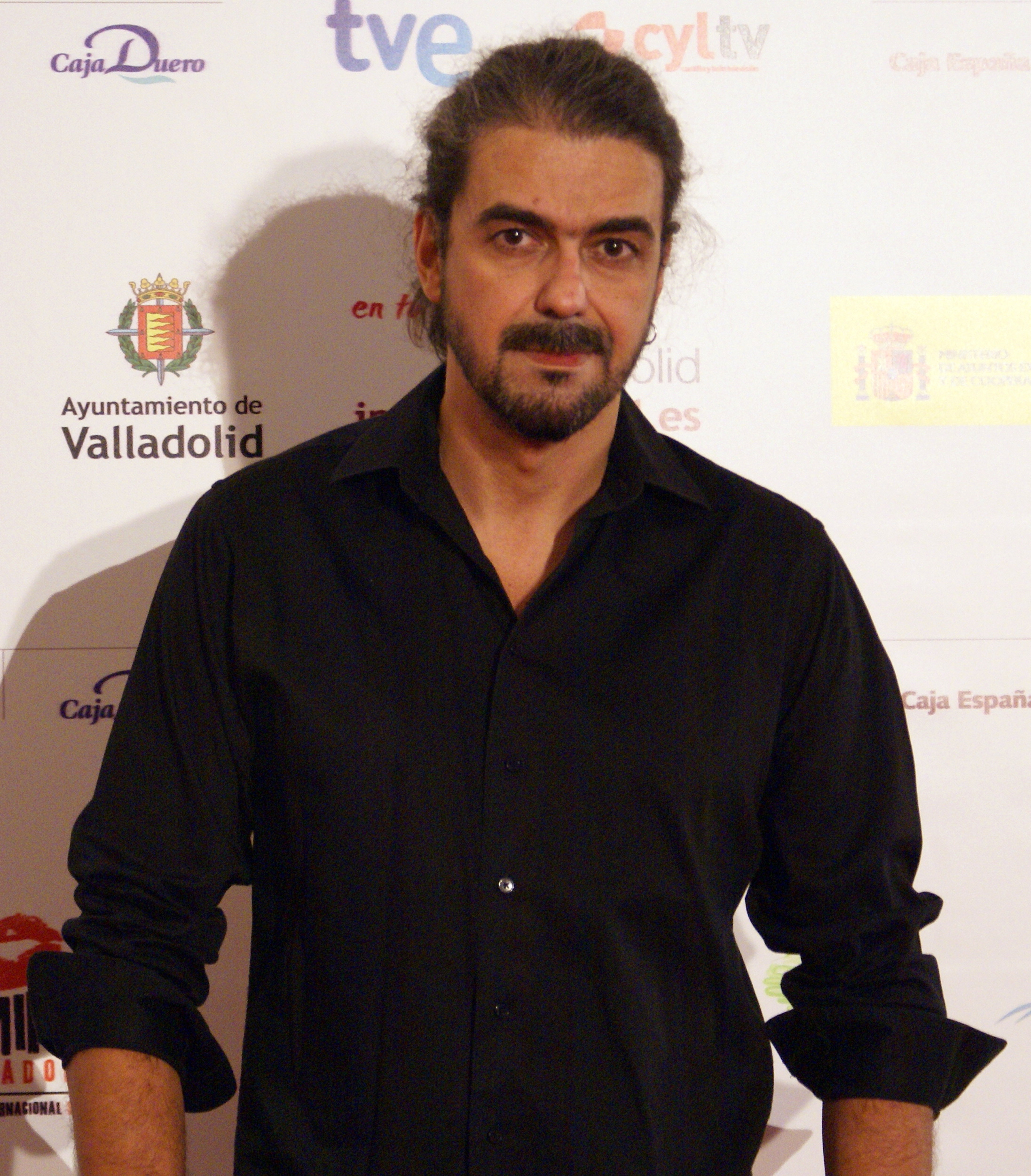
Premi a la millor Direcció i millor guió original, Fernando León de Aranoa.

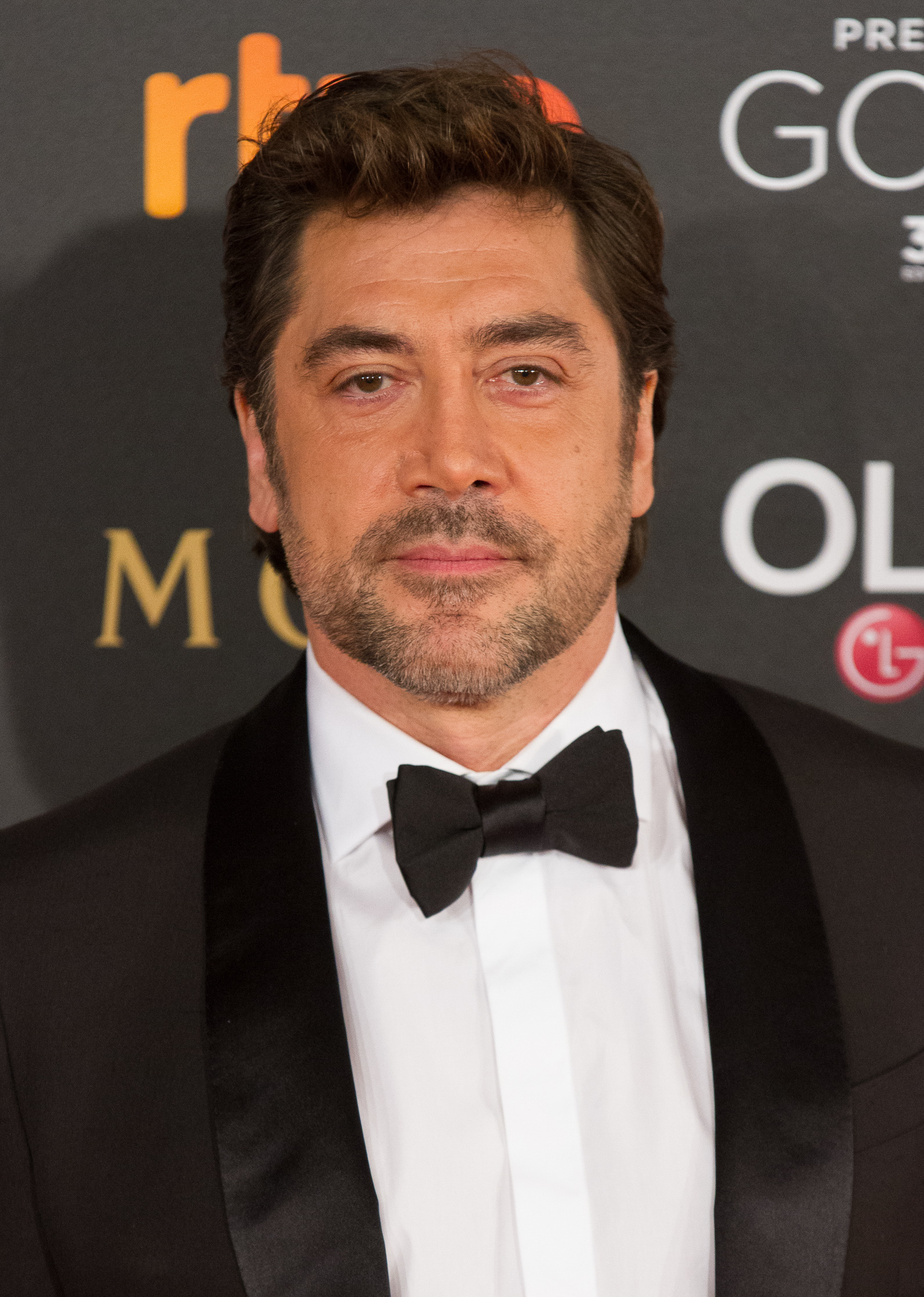
Premi al millor actor, Javier Bardem.

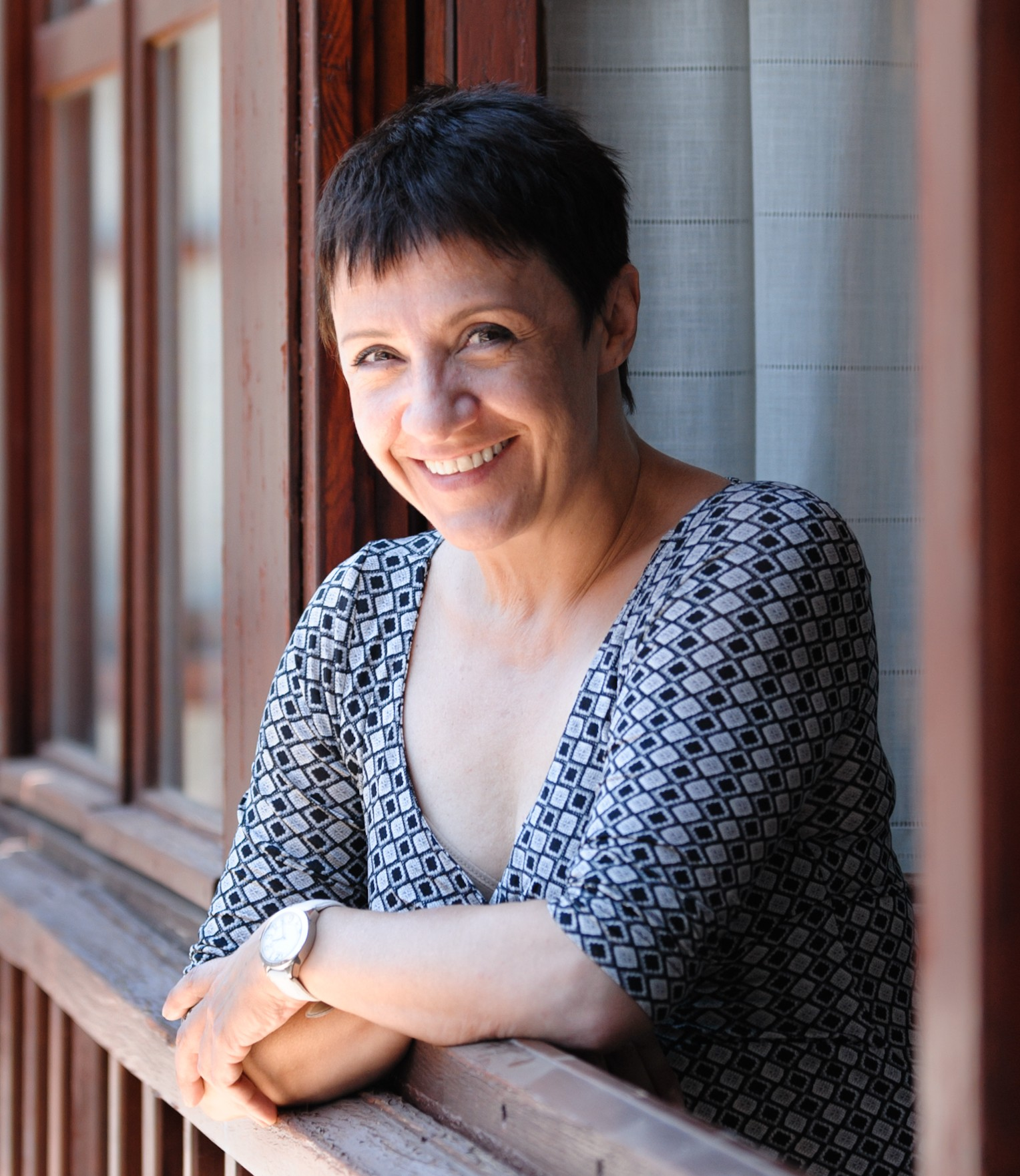
Premi a la millor actriu, Blanca Portillo.

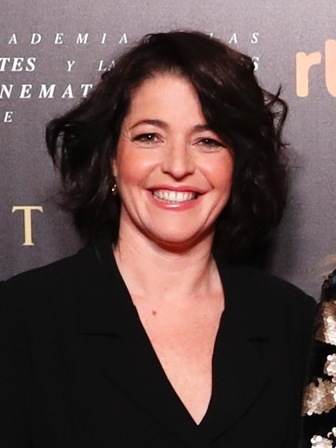
Premi a la millor actriu de repartiment, Nora Navas.

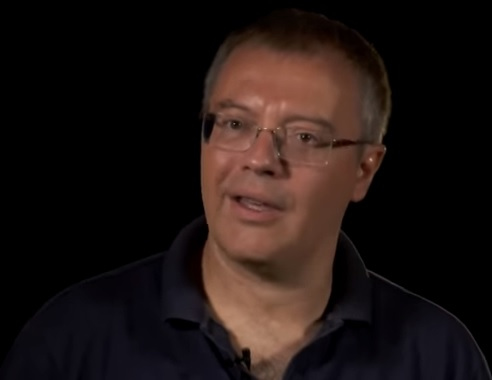
Co-guanyador del premi al millor guió adaptat, Daniel Monzón.

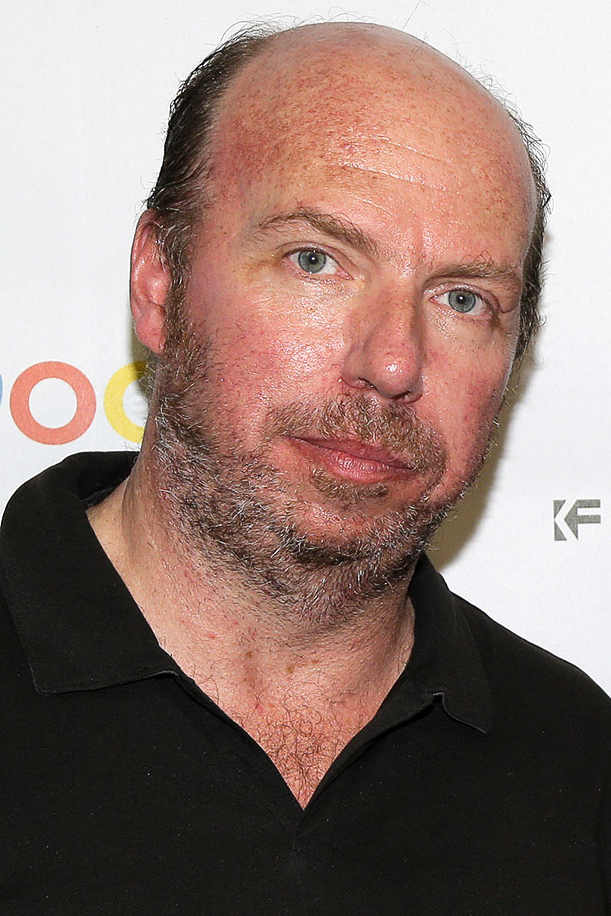
Co-guanyador del premi al millor guió adaptat, Jorge Guerricaechevarría.

## Premis per pel·lícula
| Nominacions | Pel·lícules              | Premis |
| ----------- | ------------------------ | ------ |
| 20          | El buen patrón           | 6      |
| 15          | Maixabel                 | 3      |
| 8           | Madres paralelas         | 0      |
| 6           | Las leyes de la frontera | 5      |
| 6           | Mediterráneo             | 3      |
| 6           | Libertad                 | 2      |
| 3           | Josefina                 | 0      |
| 2           | La hija                  | 0      |
| 2           | La vida era eso          | 0      |
| 2           | Love Gets a Room         | 0      |
| 2           | Chavalas                 | 0      |
| 1           | Quién lo impide          | 1      |
| 1           | Way Down                 | 1      |
| 1           | Valentina                | 1      |
| 1           | The Monkey               | 1      |
| 1           | Tótem loba               | 1      |
| 1           | Mama                     | 1      |
| 1           | Ama                      | 0      |

## Premis per categoria
| Millor pel·lícula | Millor direcció |
| --- | --- |
| - El buen patrón - Maixabel - Madres paralelas - Mediterráneo - Libertad | - El buen patrón — Fernando León de Aranoa - La hija — Manuel Martín Cuenca - Madres paralelas — Pedro Almodóvar - Maixabel — Icíar Bollaín |
| Millor actor | Millor actriu |
| - Javier Bardem — El buen patrón com Julio Blanco - Javier Gutiérrez — La hija com Javier - Luis Tosar — Maixabel com Ibon Etxezarreta - Eduard Fernández — Mediterráneo com Òscar Camps | - Blanca Portillo — Maixabel com Maixabel Lasa - Emma Suárez — Josefina com Berta - Petra Martínez — La vida era eso com María - Penélope Cruz — Madres paralelas com Janis Martínez Moreno |
| Millor actor secundari | Millor actriu secundària |
| - Urko Olazabal — Maixabel com Luis Carrasco - Celso Bugallo — El buen patrón com Fortuna - Fernando Albizu — El buen patrón com Román - Manolo Solo — El buen patrón com Miralles | - Nora Navas — Libertad com Teresa - Sonia Almarcha — El buen patrón com Adela - Aitana Sánchez-Gijón — Madres paralelas com Teresa Ferreras - Milena Smit — Madres paralelas com Ana Manso Ferreras |
| Millor actor revelació | Millor actriu revelació |
| - Chechu Salgado — Las leyes de la frontera com Zarco - Óscar de la Fuente — El buen patrón com José - Tarik Rmili — El buen patrón com Khaled - Jorge Motos — Lucas com Lucas | - María Cerezuela — Maixabel com María - Ángela Cervantes — Chavalas com Soraya - Almudena Amor — El buen patrón com Liliana - Nicolle García — Libertad com Libertad |
| Millor guió original | Millor guió adaptat |
| - El buen patrón — Fernando León de Aranoa - Libertad — Clara Roquet - Maixabel — Icíar Bollaín, Isa Campo - Tres — Juanjo Giménez Peña, Pere Altimira | - Las leyes de la frontera — Daniel Monzón, Jorge Guerricaechevarría (basat en la novel·la homònima de Javier Cercas) - Ama — Júlia de Paz Solvas, Núria Dunjó López (basat en el curtmetratge homónim de Júlia de la Paz) - El ventre del mar — Agustí Villaronga (basat en la novel·la Oceà d'Alessandro Baricco) - Pan de limón con semillas de amapola — Benito Zambrano, Cristina Campos (basat en la novel·la homònima de Cristina Campos)                                 |
| Millor direcció novell | Millor pel·lícula documental |
| - Libertad — Clara Roquet - Chavalas — Carol Rodríguez i Colás - Josefina — Javier Marco Rico - La vida era eso — David Martín de los Santos | - Quién lo impide de Jonás Trueba - El retorn: la vida després de l'ISIS d'Alba Sotorra - Héroes: Silencio y Rock & Roll d'Alexis Morante - Un blues per a Teheran de Javier Tolentino |
| Millor direcció de producció | Millor muntatge |
| - Mediterráneo — Albert Espel, Kostas Sfakianakis - Love Gets a Room — Óscar Vigiola - El buen patrón — Luis Gutiérrez - Maixabel — Guadalupe Balaguer Trelles | - El buen patrón — Vanessa L. Marimbert - Bajocero — Antonio Frutos - Josefina — Miguel Doblado - Maixabel — Nacho Ruiz Capillas |
| Millor música original | Millor cançó original |
| - El buen patrón — Zeltia Montes - La abuela — Fatima Al Qadiri - Maixabel — Alberto Iglesias - Mediterráneo — Arnau Bataller | - «Te espera el mar» de Mediterráneo — composta per María José Llergo - «Las leyes de la frontera» de Las leyes de la frontera — composta per Alejandro García Rodríguez, Antonio Molinero León, Daniel Escortell Blandino, José Manuel Cabrera Escot i Miguel García Cantero - «Burst Out» d'Álbum de posguerra — composta per Àngel Leiro, Jean-Paul Dupeyron i Xavier Capellas - «Que me busquen por dentro» d'El Cover — composta per Antonio Orozco i Jordi Colell Pinillos |
| Millor fotografia | Millor direcció artística |
| - Mediterráneo — Kiko de la Rica - El buen patrón — Pau Esteve Birba - Libertad — Gris Jordana - Madres paralelas — José Luis Alcaine | - Las leyes de la frontera — Balter Gallart - El buen patrón — César Macarrón - Madres paralelas — Antxón Gómez - Maixabel — Mikel Serrano |
| Millor disseny de vestuari | Millor maquillatge i perruqueria |
| - Las leyes de la frontera — Vinyet Escobar - Love Gets a Room — Alberto Valcárcel - El buen patrón — Fernando García - Maixabel — Clara Bilbao | - Las leyes de la frontera — Sarai Rodríguez, Benjamín Pérez, Nacho Díaz - El buen patrón — Almudena Fonseca, Manolo García - Libertad — Eli Adánez, Sergio Pérez Berbel, Nacho Díaz - Maixabel — Karmele Soler, Sergio Pérez Berbel |
| Millor so | Millors efectes especials |
| - Tres — Dani Fontrodona, Oriol Tarragó, Marc Bech, Marc Orts - El buen patrón — Iván Marín, Pelayo Gutiérrez, Valeria Arcieri - Madres paralelas — Sergio Bürmann, Laia Casanovas, Marc Orts - Maixabel — Alazne Ameztoy, Juan Ferro, Candela Palencia | - Way Down — Pau Costa, Laura Pedro - El buen patrón — Raúl Romanillos, Míriam Piquer - La abuela — Raúl Romanillos, Ferran Piquer - Mediterráneo — Àlex Villagrasa |
| Millor pel·lícula d'animació | Millor curtmetratge d'animació |
| - Valentina de Chelo Loureiro - Gora automatikoa de David Galán - Mironins - Zutik! d'Iker Álvarez | - The Monkey — Lorenzo Degl'Innocenti, Xosé Zapata, directors; Diogo Carvalho, Nicolás Matji, Nuno Beato, Xosé Zapata, productors - Nacer — Roberto Valle, director; Carlos Valle Casas, Iván Miñambres, Néstor López, productor - Proceso de selección — Carla Pereira, directora; Paloma Mora, productora - Umbrellas — Álvaro Robles, José Prats, directors; Ana María Ferri, Ramón Alòs Sánchez, productors                                                                  |
| Millor curtmetratge documental | Millor curtmetratge de ficció |
| - Mama — Pablo de la Chica, director; David Casas Riesco, David Torres Vázquez, Diego Urruchi, Eduardo Jiménez, Fernando J. Monge, Jordi Rubio, Kathleen McInnis, Miguel González, Néstor López, Soo-Jeong Kang, productors - Dajla: cine y olvido — Arturo Dueñas Herrero, director i productor - Figurante — Nacho Fernández, director; Cristóbal García, productor - Ulisses — Joan Bover, director i productor | - Tótem loba — Verónica Echegui, directora; Álex García, Arturo Valls, Carmela Martínez Oliart, Félix Tusell Sánchez, productors - Farrucas — Ian de la Rosa, director; Carlotta Schiavon, Inés Massa, Jana Díaz Juhl, Pau Brunet, productors - Mindanao — Borja Soler, director; Eduardo Villanueva, Lorena Lluch, productors - Votamos — Santiago Requejo, director i productor - Yalla — Carlo D'Ursi, director i productor                                                   |
| Millor pel·lícula estrangera de parla hispana | Millor pel·lícula europea |
| - La cordillera de los sueños — Patricio Guzmán - Canción sin nombre — Melina León - Las siamesas — Paula Hernández - Los lobos — Samuel Kishi Leopo | - Una altra ronda — Thomas Vinterberg - Adieu les cons — Albert Dupontel - Ich bin dein Mensch — Maria Schrader - Promising Young Woman — Emerald Fennell |
| Premi Goya d'Honor | |
| José Sacristán | |
| Premi Goya Internacional | |
| Cate Blanchett | |